# Egon von Oppolzer

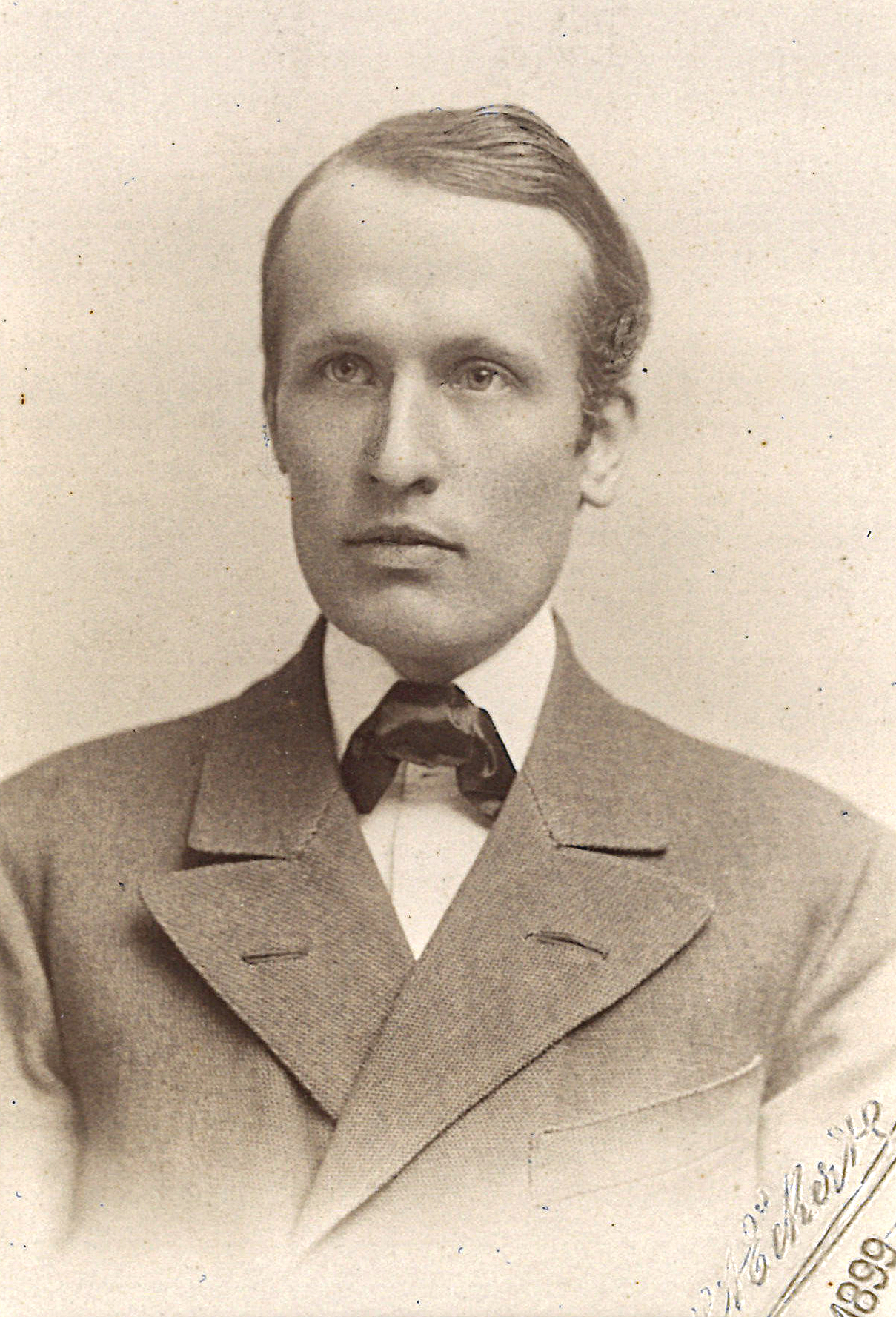
Egon von Oppolzer 1899, porträtiert für ein Fakultätsfotoalbum der Universität Innsbruck

Egon Ritter von Oppolzer (* 13. Oktober 1869 in Wien; † 15. Juni 1907 in Innsbruck) war ein österreichischer Astronom und Gründer der Innsbrucker Sternwarte.

## Leben
Egon von Oppolzer wurde 1869 als Sohn des Astronomen Theodor von Oppolzer in Wien geboren. Nach dem Gymnasium studierte er von 1888 bis 1892 mathematische Wissenschaften an der Universität Wien, wo er besonders vom Meteorologen Julius von Hann beeinflusst wurde und sich stark für Sonnenphysik interessierte. 1893 wurde er zum Dr. phil. promoviert. Einem kurzen Aufenthalt an der Marine-Sternwarte Pola schloss sich ein Studienaufenthalt bei Hugo von Seeliger in München an. 1897 wurde er Assistent an der Sternwarte der Deutschen Universität Prag, wo er sich 1899 für Astrophysik habilitierte. Mehrere Monate war er als freiwilliger Beobachter am Astrophysikalischen Observatorium Potsdam tätig. 1901 wurde er zum außerordentlichen Professor an die Universität Innsbruck berufen und dort 1906 zum ordentlichen Professor ernannt. Oppolzer starb 1907 im Alter von 38 Jahren an den Folgen einer Blutvergiftung. Sein Grab befindet sich in der Familiengruft in den "Alten Arkaden" auf dem Wiener Zentralfriedhof (Gruppe AAL, Nr. 34).

## Leistungen
Egon von Oppolzer war auf zahlreichen Gebieten tätig, insbesondere der Sonnenphysik, der Astrometrie, der Photometrie, aber auch der Konstruktion von Instrumenten. Viele wissenschaftliche Ideen konnte er aufgrund seines frühen Todes nicht mehr umsetzen.
In seiner Dissertation „Über die Ursache der Sonnenflecken“ übernahm er Erklärungsmodelle aus der Meteorologie und führte die Sonnenflecken auf verstärkte Lichtabsorption durch Druckunterschiede in der Photosphäre zurück.
In Prag befasste er sich ausführlich mit dem Problem der Polhöhenschwankung. Seine Bestimmung der Polhöhe von Prag galt als vorbildlich für die ganze Monarchie.

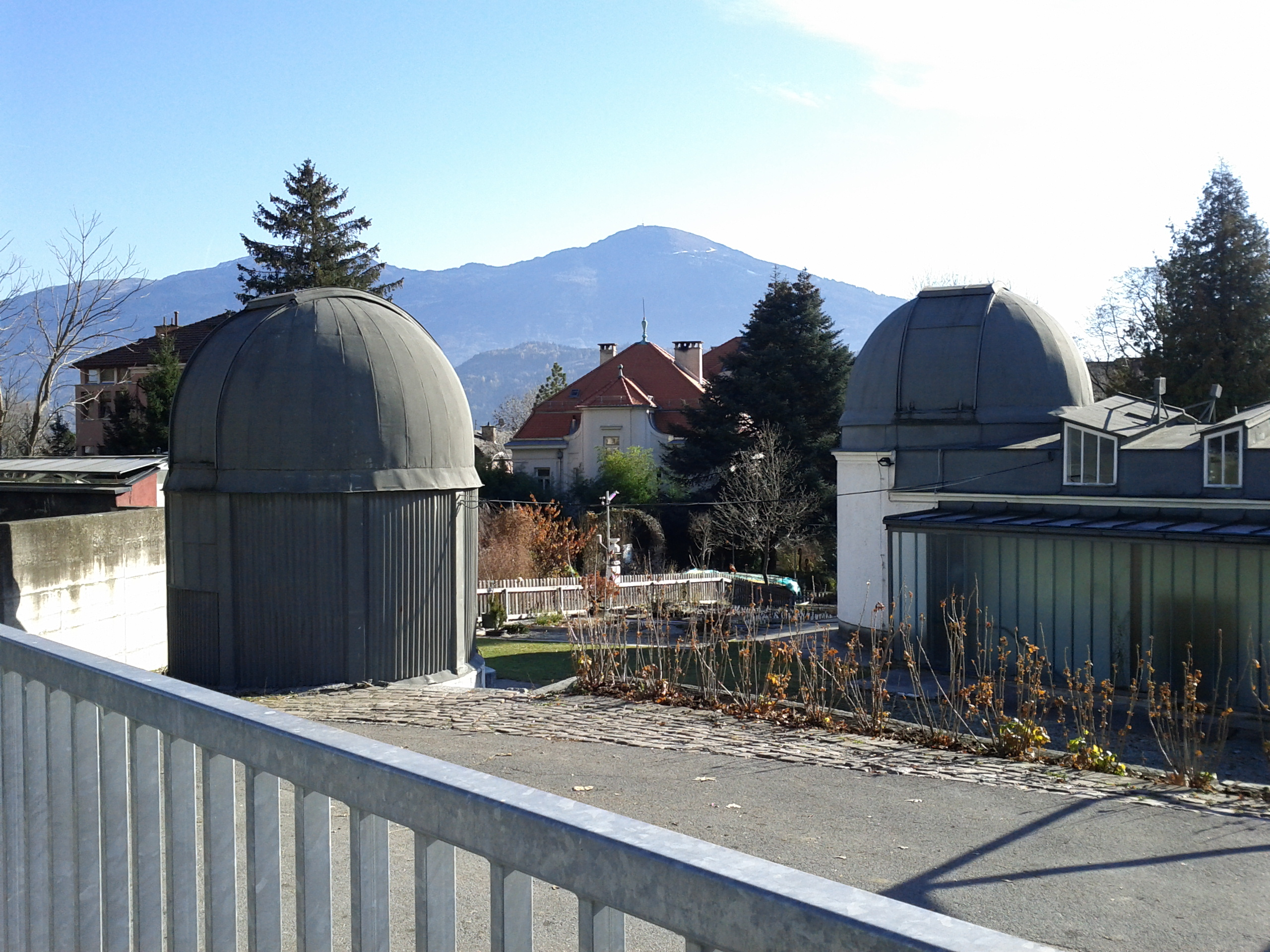
Die Oppolzer'sche Sternwarte in Hötting

Während seines Aufenthaltes am Astrophysikalischen Observatorium Potsdam entdeckte er die kurzperiodische Veränderlichkeit des Asteroiden (433) Eros und schloss aus der Lichtkurve auf dessen unregelmäßige Form.
Die Universität Innsbruck hatte zwar seit der Berufung Eduard von Haerdtls 1892 einen Lehrstuhl für Astronomie, aber kein Observatorium. Oppolzer begann daher 1904 mit dem Bau einer Sternwarte in der Nähe seiner Villa in Hötting, die er aus eigener Tasche, u. a. mit dem Verkauf seiner wertvollen Gemäldesammlung, finanzierte. Sie war damals die modernste in ganz Österreich und verfügte über ein nach eigenen Plänen gebautes Zenitteleskop zur Beobachtung der Polhöhenschwankung und ein von der Kaiserlichen Akademie der Wissenschaften finanziertes 40-cm-Zeiss-Spiegelteleskop. Nach dem frühen Tod Oppolzers erwarb der Staat nach langwierigen Verhandlungen die Sternwarte und gliederte sie 1909 der Universität an. Sie war die Grundlage für das spätere Institut für Astronomie und sicherte den Fortbestand der astronomischen Forschung und Lehre in Innsbruck.

## Ehrung
In Innsbruck erinnert die Oppolzerstraße in der Nähe der Sternwarte an deren Gründer.

## Veröffentlichungen (Auswahl)
- Über die Ursache der Sonnenflecken. Astronomische Nachrichten, 132 (1893), 17–22
- Zur Dynamik der Atmosphäre. Meteorologische Zeitschrift, 29 (1894), 274–276
- Notiz betr. Planet (433) Eros. Astronomische Nachrichten, 154 (1901), 297
- Vorläufige Mittheilung über photometrische Messungen des Planeten (433) Eros. Astronomische Nachrichten, 154 (1901), 309–312
- On the Number of Stars Upon a Photographic Plate. Astrophysical Journal, 16 (1902), 332–333
- Erdbewegung und Aether. Annalen der Physik, 313 (1902), 898–907
- Die Polhöhe von Prag: nach den in den Jahren 1889 bis 1892 und 1895 bis 1899 nach der Horrebow-Talcott'schen Methode von L. Weinek, G. Gruss, R. Spitaler, R. Lieblein und E. v. Oppolzer angestellten Beobachtungen (1903)
- Über die photographische Lichtstärke von Fernrohren. Sitzungsberichte der Kaiserlichen Akademie der Wissenschaften in Wien, 116 (1907), 1151–1163